# Ludwig Döderlein
Johann Christoph Wilhelm Ludwig Döderlein (Jena, 19 dicembre 1791 – Erlangen, 9 novembre 1863) è stato un filologo classico tedesco.

## Biografia
Ludwig Döderlein nacque a Jena. Suo padre era Johann Christoph Döderlein, professore di teologia a Jena. Dopo aver conseguito la sua formazione preliminare a Windsheim e Schulpforta (Pforta), studiò a Monaco di Baviera, Heidelberg, Erlangen e Berlino. Dedicò la sua attenzione principale alla filologia, sotto l'influenza dei suoi insegnanti F. Thiersch, G.F. Creuzer, J.H. Voss, F.A. Wolf, August Boeckh e P. K. Buttmann.
Nel 1815, poco dopo aver completato gli studi a Berlino, accettò la nomina di professore ordinario di filologia nell'accademia di Berna. Nel 1819 fu trasferito a Erlangen, dove diventò secondo professore di filologia dell'università e rettore del ginnasio. Nel 1827 divenne primo professore di filologia e retorica e direttore del seminario filologico.

## Opere
Conosciuto più per le sue opere Lateinische und Etymologien (1826-1838), Glossarium Homerisches (1850-1858), Lateinische Wortbildung (1838), Handbuch der lateinischen Synonymik (1839) e il Handbuch der lateinischen Etymologie (1841), oltre a varie opere di tipo più elementare destinate all'uso scolastico.
Alla filologia critica Döderlein contribuì a importanti edizioni di Tacito (Opera, 1847, Germania, con una traduzione tedesca) e Orazio (Epistolae, con una traduzione tedesca, 1856-1858, Satirae, 1860). Il suo Reden und Aufsluze (Erlangen, 1843-1847) e Öffentliche Reden (1860) che si concentrano sugli argomenti di pedagogia e filologia.